# Dentro de...
Dentro de... es una serie documental de actualidad presentada por Cristina Pedroche que se emitió en laSexta entre el 4 de mayo y el 1 de junio de 2017.
La presentadora visita lugares como el Hospital La Paz, The Westin Palace, Iberia, El Celler de Can Roca y el Congreso de los Diputados, y muestra, con apariencia natural, sin que los reporteros intervengan, las tareas habituales de los equipos profesionales cuya labor es necesaria para el funcionamiento, pero no es visible ni suele ser motivo de atención mediática.

## Presentadores
- Cristina Pedroche (2017)

## Lista de programas
| Programa | Título                    | Fecha de emisión   | Audiencia        | Ref              |
| -------- | ------------------------- | ------------------ | ---------------- | ---------------- |
| 1        | Hospital La Paz           | 4 de mayo de 2017  | 1 474 000 (8,5%) | [ 2 ]            |
| 2        | Iberia                    | 11 de mayo de 2017 | 1 101 000 (6,1%) | [cita requerida] |
| 3        | El Celler de Can Roca     | 18 de mayo de 2017 | 1 174 000 (6,6%) | [cita requerida] |
| 4        | Hotel Westin Palace       | 25 de mayo de 2017 | 1 084 000 (6,1%) | [cita requerida] |
| 5        | Congreso de los Diputados | 1 de junio de 2017 | 773 000 (4,5%)   | [cita requerida] |